# 안동 향산고택
안동 향산고택(安東 響山故宅)은 경상북도 안동시에 있는 조선시대의 가옥이다. 2014년 2월 25일 대한민국의 국가민속문화재 제280호로 지정되었다.

## 개요
향산 이만도(1842~1910년) 등 3대에 걸쳐 독립운동가를 배출하여 ‘삼대독립운동가문’으로 지정된 고택으로, 독립운동사의 지역적 상징성과 역사성을 간직하고 있다.
19세기 초중반에 지은 것으로 추정되는 튼口자형으로 안채와 사랑채의 채간 배치와 평면 및 입면 구성이 경북 북부지방에서 극히 드문 모습으로 고유한 건축적 희소가치가 있다.
집안 내력과 독립운동에 관한 3,000여점 이상의 전적류 및 유품 등의 유물도 잘 보전되고 있으므로 국가지정문화재로 지정되었다.

## 같이 보기
- 이만도

## 참고 자료
- 안동 향산고택 - 국가유산청 국가유산포털